# العلاقات الميانمارية الناميبية
العلاقات الميانمارية الناميبية هي العلاقات الثنائية التي تجمع بين ميانمار وناميبيا.

## مقارنة بين البلدين
هذه مقارنة عامة ومرجعية للدولتين:
| وجه المقارنة                                              | ميانمار          | ناميبيا      |
| --------------------------------------------------------- | ---------------- | ------------ |
| المساحة (كم2)                                             | 676.58 ألف       | 825.62 ألف   |
| عدد السكان (نسمة)                                         | 53.37 مليون      | 2.53 مليون   |
| الكثافة السكانية (ن./كم²)                                 | 78.88            | 3.06         |
| العاصمة                                                   | نايبيداو، يانغون | ويندهوك      |
| اللغة الرسمية                                             | اللغة البورمية   | لغة إنجليزية |
| العملة                                                    | كيات ميانماري    | دولار ناميبي |
| الناتج المحلي الإجمالي (بليون دولار)                      | 69.32 مليار      | 13.24 مليار  |
| الناتج المحلي الإجمالي (تعادل القوة الشرائية) بليون دولار | 282.95 مليار     | 25.60 مليار  |
| الناتج المحلي الإجمالي الاسمي للفرد دولار أمريكي          | 1.16 ألف         | 4.67 ألف     |
| الناتج المحلي الإجمالي للفرد دولار أمريكي                 |                  | 9.96 ألف     |
| مؤشر التنمية البشرية                                      | 0.536            | 0.628        |
| رمز المكالمات الدولي                                      | +95              | +264         |
| رمز الإنترنت                                              | .mm              | .na          |
| المنطقة الزمنية                                           | ت ع م+06:30      | ت ع م+02:00  |

## منظمات دولية مشتركة
يشترك البلدان في عضوية مجموعة من المنظمات الدولية، منها:
| علم المنظمة | اسم المنظمة                        | تاريخ انضمام ميانمار | تاريخ انضمام ناميبيا |
| ----------- | ---------------------------------- | -------------------- | -------------------- |
|             | يونسكو                             | 27 يونيو 1949        | 2 نوفمبر 1978        |
|             | مؤسسة التمويل الدولية              | 3 ديسمبر 1956        | 25 سبتمبر 1990       |
|             | منظمة حظر الأسلحة الكيميائية       | ?                    | ?                    |
|             | الأمم المتحدة                      | 19 أبريل 1948        | 23 أبريل 1990        |
|             | الاتحاد الدولي للاتصالات           | 15 سبتمبر 1937       | 25 يناير 1984        |
|             | منظمة الشرطة الجنائية الدولية      | ?                    | ?                    |
|             | البنك الدولي للإنشاء والتعمير      | 3 يناير 1952         | 25 سبتمبر 1990       |
|             | الاتحاد البريدي العالمي            | ?                    | ?                    |
|             | وكالة ضمان الاستثمار متعدد الأطراف | 16 ديسمبر 2013       | 25 سبتمبر 1990       |
|             | منظمة التجارة العالمية             | ?                    | ?                    |

## وصلات خارجية
- موقع وزارة الخارجية الميانمارية